# Iglesia del Niño Jesús (Cartagena)
La iglesia del Niño Jesús (También conocida como Iglesia Maldita o Iglesia del Diablo) es un sitio de interés histórico y legendario ubicado en la comuna de Cartagena, en la región de Valparaíso, Chile. Conocida por su misterio y reputación, la iglesia ha capturado la imaginación de los lugareños y visitantes por igual. Las numerosas historias y leyendas que se han generado a partir de su construcción han convertido a la iglesia en un patrimonio cultural histórico importante para la identidad del sector litoral del país.

## Historia
Su construcción data en el año 1890 por el arquitecto italiano Ignacio Cremonesi y fue inaugurada el dos de febrero del año 1900 por el arzobispo Mariano Casanova. 
En sus inicios contaba con cuatro torres, además se pensó en la creación de una torre central con un campanario, sin embargo jamás pudo llevarse a cabo por motivos desconocidos. El misterio que abre al cuestionamiento y creación de leyendas por parte de los habitantes de la zona recae en la incertidumbre de quién ordenó construir dicha iglesia y con qué recursos monetarios fue creada. 
Originalmente su nombre era "Iglesia del Niño Jesús", esta era una iglesia cristiana construida para servir a la comunidad local. Sin embargo, a medida que pasaron los años, la iglesia sufrió un declive gradual y fue abandonada debido principalmente a la cantidad constante de desastres arquitectónicos que ha experimentado.
El terremoto del 3 de marzo de 1985 tuvo una magnitud de Richter 7,8 en la zona Central del país, este también afectó gravemente en la zona costera y el mar, por lo cual en esta fecha se terminó de demoler definitivamente la estructura clásica del templo, derribando las paredes y demoliendo por completo el techo.  
En la actualidad la iglesia se mantiene en pie a media altura, no contiene muros laterales, techo ni las torres que poseía.

## Leyendas
La Iglesia Maldita de Cartagena ha dado lugar a diversas leyendas y relatos que han contribuido a su fama de ser un lugar alterado por presencias paranormales. A continuación, se presentan algunas de las leyendas más populares asociadas con la iglesia:
1. Se dice que un habitante de la zona, Eugenio Berguesio, atrapado en los vicios de juegos de azar perdió todos sus bienes materiales, por lo que decidió hacer un pacto con el demonio para devolver su fortuna, la obtuvo, sin embargo la condición constaba de construir una iglesia cristiana con la particularidad de que dicha construcción no tuviera techo. Esta es una de las explicaciones de los constantes derrumbes actuales de su estructura en el techo, ya que frecuentemente se ha tratado de reconstruir, no obstante el techo de la arquitectura siempre recae a causa de incendios o bien, desastres naturales.
2. La segunda historia data de dos hermanas de escasos recursos y un día, en su desesperación por tener riquezas, realizaron un pacto con el demonio a cambio de sus almas. Así fue como disfrutaron de una vida llena de lujos y fortunas, hasta que les quedaba poco tiempo de vida, en su vejez el pánico comenzó a instaurarse en ellas y recurrieron a un sacerdote buscando la manera de redimirse de su pecado. El sacerdote les aconsejó crear con sus riquezas una iglesia y realizar actos de austeridad y bondad durante el periodo de vida que les quedaba. Allí fue donde las hermanas se escondieron hasta el día de su muerte. Se dice que la redención de las hermanas desató la furia de Satanás, por lo tanto las convirtió en lechuzas. Los lugareños de la zona afirman que aún pueden verse rodeando la iglesia un par de lechuzas. La presencia demoniaca que tiene dicha iglesia representada por la furia de Satanás, procura destruir el techo del templo en cada instancia que se reconstruya.

Así fue como la Iglesia del Niño Jesús ha pasado a ser llamada "La Iglesia del Diablo" o "La Iglesia Maldita de Cartagena"